# Randerskredsen (1849-1894)
 For alternative betydninger, se Randerskredsen. (Se også artikler, som begynder med Randerskredsen)
Randerskredsen eller Randers Amts 2. Valgkreds var fra Folketingets oprettelse i 1849 en af fem valgkredse til Folketinget i Randers Amt. Kredsen omfattende byen Randers og et antal landkommuner udenfor Randers. I 1894 blev valgkredsen delt op i Randers Bykreds og Randers Landkreds.
Randerskredsen omfattede Randers Købstadskommune og tilhørende landdistrikter (de senere Vorup og Dronningborg Kommuner), samt sognekommunerne Gimming-Lem, Borup, Harridslev-Albæk, Haslund-Ølst, Værum-Ørum, Laurbjerg-Lerbjerg, Galten-Vissing og Kristrup Kommuner. Kredsens valgsted var i Randers.
I 1894 blev kredsen delt således at Randers Købstadskommune med landdistrikter samt Kristrup Kommune blev til Randers Bykreds som beholdt det officielle navn Randers Amts 2. Valgkreds. De øvrige landkommuner i Randerskredsen. samt nogle kommuner fra Mariagerkredsen og Hørningkredsen blev overført til den nye Randers Landkreds som fik den officielle betegnelse Randers Amts 3. Valgkreds (som tidligere havde været betegnelsen for Hørningkredsen.
Følgende folketingsmedlemmer blev valgt i Randerskredsen:
- Ingvard Henrik Linnemann 4. december 1849 - 7. august 1851 (nedlagde mandatet) (I, side 23)
- L.T. Ammitzbøll 23. september 1851 (suppleringsvalg) - 4. august 1852 (I, side 8-9)
- Jacob Vallentin 4. august 1852 - 1. december 1854 (II, side 256)
- J.B.S. Estrup 1. december 1854 - 14. juni 1855 (I, side 137)
- Jacob Vallentin 14. juni 1855 - september 1857 (nedlagde mandatet) (II, side 256)
- Peter Schoubye 27. oktober 1857 (suppleringsvalg) - 14. juni 1858 (II, side 186-187)
- Frederik Klee 14. juni 1858 - 13. marts 1864 (døde i embedet) (I, side 292)
- Julius Rée 7. juni 1864 - 3. september 1874 (døde i embedet) (II, side 157-158)
- N.P. Jensen 7. oktober 1874 (suppleringsvalg) - 25. juni 1884 (I, side 255-256)
- Emil Bluhme 25. juni 1884 - 28, januar 1887 (I, side 53-54)
- Christian Lüttichau 28. januar 1887 - 5. april 1898 (II, side 33)

Kildeangivelserne i parentes henviser til bind og sidetal i Rigsdagens medlemmer gennem hundrede aar 1848-1948 (se kildefortegnelsen).